# Eleni Lambiri

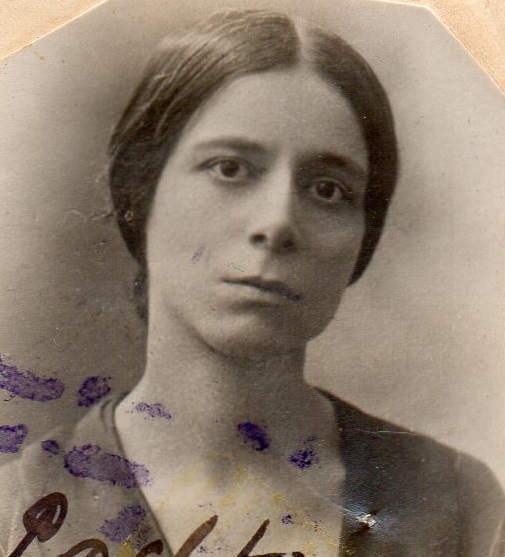
Eleni Lambiri 1925

Eleni Lambiri (griechisch Ελένη Λαμπίρη, * 9. Februar 1889 (in einigen Quellen auch 1882 oder 1883); † 30. März 1960 in Athen) war eine griechische Dirigentin und Komponistin. Sie gilt als erste Griechin, die in der klassischen Musik nach ihrer Ausbildung eine musikalische Karriere machte.

## Leben
Eleni Lambiri ist die Tochter von Angeliki Laskaratou und dem griechischen Komponisten Georgios Lambiris (1833–1889), ihr Großvater mütterlicherseits war der Schriftsteller Andreas Laskaratos (1811–1901). Ihre Familie stammte aus Kefalonia.

## Karriere

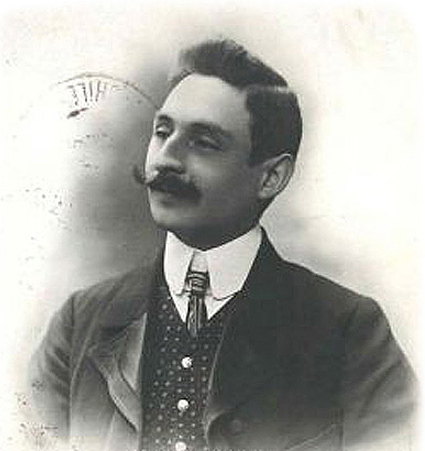
Luigi Orsini ca. 1900–1915

Lambiri studierte Musik am Athener Konservatorium (Ωδείο Αθηνών) und schloss ihr Studium mit einer Bronze-Medaille ab. Sie war die erste Griechin, die in ihrer musikalischen Ausbildung das Fach Komposition wählte. Von 1908 an setzte sie vier Jahre lang ihre Studien am Leipziger Konservatorium bei Max Reger fort, der sie in Klavier, Komposition und Dirigieren unterrichtete. Um ihre Ausbildung zu vervollständigen, ging sie anschließend nach Wien und Mailand.
Nachdem sie in ihre Heimat zurückgekehrt war, wurde ihre erste Operette Der Karnevalstraum 1913 in Athen im Theatro tou Panelliniou aufgeführt. Sie beruht auf einem Libretto von dem griechischen Schriftsteller Gregorios Xenopoulos. 1915 unternahm Lambiri eine Tournee durch Norditalien, bei der sie ihre Werke vortrug. Damals hatte sie Gedichte des seinerzeit berühmten Luigi Orsini vertont. Sein Libretto bildete die Grundlage für ein von ihr komponiertes, einaktiges Melodrama. 1915 war sie außerdem als Dirigentin in Mailand tätig und hatte die Rechte für ihre Operette Isloma dort angemeldet. Dieses Werk ist von Lambiri geschrieben und komponiert. Es wurde 1915 aufgeführt und 1958 mit Totis Karalivanos als Dirigent und Spyros Kapsaskis als Chorleiter aufgenommen.
Ab 1925 leitete Lambiri das Konservatorium der Philharmonischen Gesellschaft von Patras (Ωδείο της Φιλαρμονικής Εταιρείας Πατρών), wo sie Klavier- und Musikunterricht erteilte, bis sie 1953 in Rente ging.
Zu Lambiris Werk gehören auch Lieder und Kammermusikstücke. Ihre Musik wird der Romantik zugerechnet.
Erst im März 2018 wurde ihre Synphonie in h-Moll im Athener Konzertsaal Megaro Mousikis vom Philharmonischen Orchester Athen unter der Leitung von Byron Fidetzis im Rahmen eines Konzerts mit Werken griechischer Komponistinnen uraufgeführt.

## Rezeption
Lambiri hinterließ nach Einschätzung des Professors der Abteilung für Musikwissenschaften und Leiter des Labors für griechische Musik an der Universität Athen Nikolaos Maliaras „ein wichtiges, aber unbekanntes Werk“.
Über Lambiri wurde außerdem geschrieben, dass sie „in Patras lebte und lehrte, um zu überleben, distanziert, mit der bitteren Gewissheit, dass sie, obwohl sie eine angesehene Musikerin war, von Griechenland ... keinen einzigen Augenblick gebraucht wurde. (Ελένη Λαμπίρη, που ζούσε στην Πάτρα διδάσκοντας για να επιβιώσει, απόμακρη, με την πίκρα ότι, αν και υψηλού κύρους μουσικός, δεν αξιοποιήθηκε ούτε σε μια στιγμή από την Ελλάδα ...)“

## Werke (Auswahl)
- Το αποκριάτικο όνειρο (To apokriatiko oniro, Der Karnevalstraum), Operette (1913)[1]
- Isolma, Operette (1915)
- Symphonie für großes Orchester in h-Moll (1920–1921)
- Iratzi N, όπερα, σε λιμπρέττο Luigi Orsini (Iratzi N, Oper zu einem Libretto von Luigi Orsini)